# Lijst van burgemeesters van Margraten
Dit is een lijst van burgemeesters van de voormalige Nederlandse gemeente Margraten in de provincie Limburg. Bij de gemeentelijke herindeling van 1 januari 1982 is Margraten gefuseerd met meerdere andere gemeenten en doorgegaan onder de naam Margraten. Op 1 januari 2011 werden Margraten en Eijsden samengevoegd tot de nieuwe gemeente Eijsden-Margraten.
| Ambtsperiode | Naam burgemeester                       | Partij of stroming | Bijzonderheden |
| ------------ | --------------------------------------- | ------------------ | -------------- |
| 18?? - 18??  | ?                                       |                    |                |
| 1831 - 1859  | M. Philippens                           |                    |                |
| 1859 - 1883  | J.W. Brouwers                           |                    |                |
| 1883 - 1910  | C.J.H. Broers                           |                    |                |
| 1910 - 1923  | F.H. Neven                              |                    |                |
| 1923 - 1954  | J.J.E.H. Ronckers                       |                    |                |
| 1954 - 1961  | Hub (H.Th.) Vrouenraets                 | KVP                |                |
| 1961 - 1982  | Albert (A.A.J.) Kuijpers                | KVP                |                |
| 1982 - 1985  | Jhr. Wite (L.M.) Michiels van Kessenich | CDA                |                |
| 1986 - 1992  | Herman (H.J.) Kaiser                    | CDA                |                |
| 1992 - 2003  | Peter (P.A.) van Hassel                 | CDA                |                |
| 2003 - 2009  | Harry (H.J.G.) van Beers                | CDA                |                |
| 2009 - 2010  | Jean (J.H.M.) Bronckers                 | CDA                | Waarnemend     |